# Proteus-Syndrom
Das Proteus-Syndrom ist eine angeborene Erkrankung, bei der sich in der frühen Kindheit ein regionaler Überwuchs manifestiert. Häufig entwickeln sich Tumoren.
Das Proteus-Syndrom hat ein vielfältiges klinisches Erscheinungsbild. Deshalb wurde es von dem deutschen Kinderarzt Hans-Rudolf Wiedemann nach dem griechischen Meeresgott Proteus benannt, von dem es heißt, er habe seine äußere Gestalt verändern können.
Seit der Erstbeschreibung des Syndroms durch Michael Cohen im Jahr 1979 wurden weltweit etwa 200 Fälle beschrieben. Allerdings sind die heutigen diagnostischen Kriterien nur in knapp der Hälfte dieser Fälle erfüllt. Da auch abgeschwächte Formen der Krankheit auftreten können, ist anzunehmen, dass einige Fälle des Proteus-Syndroms nicht als solche diagnostiziert werden. 

## Bemerkenswerte Fälle

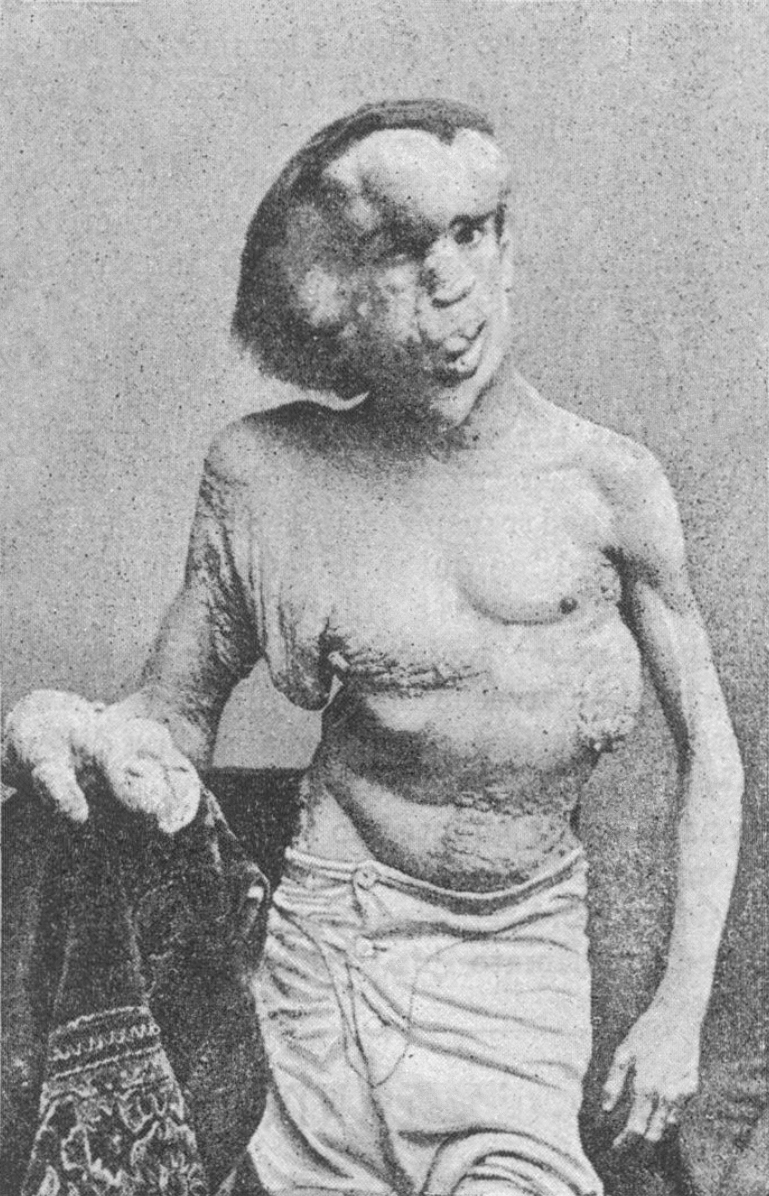
Joseph Merrick, 1889 fotografiert für eine Studie

Joseph Merrick litt am Proteus-Syndrom, vermutlich kombiniert mit einer Neurofibromatose Typ 1 (Morbus Recklinghausen) und wurde bekannt als der Elefantenmensch.
Lediglich sein linker Arm und die Genitalien waren ohne Befall.

## Klinisches Erscheinungsbild
Das Proteus-Syndrom verursacht einen Großwuchs von Haut, Knochen, Muskeln, Fettgewebe, Blut- und Lymphgefäßen. Bei Geburt sind die Betroffenen meist ohne offensichtliche Veränderungen.
Mit zunehmendem Alter kann es zum beschriebenen Großwuchs und zur Tumorbildung kommen. Die Schwere und Lokalisation des Befalls variiert extrem, aber häufig sind der Schädel, eine oder mehrere Extremitäten und die Fußsohlen betroffen. Die Lebenserwartung ist bei Betroffenen durch das gehäufte Auftreten von tiefen Venenthrombosen und Lungenembolien herabgesetzt, welche durch krankheitsassoziierte Gefäßmissbildungen begünstigt werden. Durch das erhöhte Gewicht der deformierten Extremitäten kommt es zudem zu Muskel- und Gelenkschmerzen. Weitere Risiken können durch die Masse der Gewebewucherungen auftreten – wie im Fall des Joseph Merrick, der im Schlaf erstickte, als seine Halswirbelsäule durch das Eigengewicht des Kopfes einknickte.
Die Krankheit selbst verursacht keine Intelligenzminderung oder Lernschwäche. Der Großwuchs kann aber sekundäre Schäden am Nervensystem hervorrufen, die zu kognitiven Einschränkungen führen. Zusätzlich beeinflussen sichtbare Deformationen die sozialen Erfahrungen des Erkrankten negativ, was kognitive und soziale Defizite mit sich bringen kann.
Die Betroffenen tragen ein erhöhtes Risiko für die Entwicklung bestimmter Tumoren wie einseitiger ovarieller Zystadenome, Hodentumoren, Meningeome und Adenome der Speicheldrüse.

## Ursachen – Genetik
Die Forschungen zur genauen Ursache des Proteus-Syndroms dauern noch an. Einige Forschungsergebnisse zeigen eine Verbindung zum PTEN-Gen auf Chromosom 10, andere Ergebnisse deuten auf Chromosom 16. Einige Wissenschaftler haben Zweifel an der Beteiligung von PTEN angemeldet.
Auch eine somatische Mutation als Ursache ist Gegenstand der wissenschaftlichen Diskussion.
2011 wies eine Studie bei 26 von 29 untersuchten Patienten eine Punktmutation im AKT1-Gen nach. Die Mutation führt zu einem genetischen Mosaik, welches zum Überwuchs der betroffenen Körperteile führt.

## Behandlung
Derzeit gibt es keine Behandlung. Ein australisches Ärzteteam hat in einem Fallbericht Sirolimus als mögliches Therapeutikum untersucht und einen positiven Effekt auf das Fortschreiten der Erkrankung gefunden.

## Belege
1. ↑  L. G. Biesecker, R. Happle, J. B. Mulliken, R. Weksberg, J. M. Graham Jr, D. L. Viljoen, M. M. Cohen Jr.: Proteus syndrome: diagnostic criteria, differential diagnosis, and patient evaluation. In: Am J Med Genet. Band 84(5), 1999, S. 389–395, PMID 10360391.
2. ↑  Freedberg u. a.: Fitzpatrick's Dermatology in General Medicine. 6. Auflage. McGraw-Hill, 2003, ISBN 0-07-138076-0.
3. ↑  C. Jamis-Dow, J. Turner, L. Biesecker, P. Choyke: Radiologic manifestations of Proteus syndrome. In: Radiographics. Band 24, Nr. 4, 2004, S. 1051–1068, doi:10.1148/rg.244035726, PMID 15256628.
4. ↑  H. R. Wiedemann, G. R. Burgio, P. Aldenhoff, J. Kunze, H. J. Kaufmann, E. Schirg: The proteus syndrome. Partial gigantism of the hands and/or feet, nevi, hemihypertrophy, subcutaneous tumors, macrocephaly or other skull anomalies and possible accelerated growth and visceral affections. In: Eur J Pediatr. Band 140(1), 1983, S. 5–12, PMID 6873112.
5. ↑  M. M. Cohen, P. W. Hayden: A newly recognized hamartomatous syndrome. In: Birth Defects  Orig. Artic. Ser. Band 15, 5B, 1979, S. 291–296, PMID 118782.
6. ↑  J. T. Turner, M. M. Cohen Jr., L. G. Biesecker: Reassessment of the Proteus syndrome literature: application of diagnostic criteria to published cases. In: Am J Med Genet A. 130A(2), 2004, S. 111–122, PMID 15372514.
7. ↑  J. Tibbles, M. Cohen: The Proteus syndrome: the Elephant Man diagnosed. In: Br Med J (Clin Res Ed). Band 293, Nr. 6548, 1986, S. 683–685, PMID 3092979.
8. ↑  P. Spiring: The Improbable Elephant Man. In: Biologist. (London) 48(3), S. 104.; – The Sunday Telegraph, – BBC News, – Eurekalert!, – The Daily Telegraph
9. ↑  J. M. Smith, E. P. Kirk, G. Theodosopoulos u. a.: Germline mutation of the tumour suppressor PTEN in Proteus syndrome. In: J. Med. Genet. Band 39, Nr. 12, 2002, S. 937–940, doi:10.1136/jmg.39.12.937, PMID 12471211.
10. ↑  M. T. Cardoso, T. B. de Carvalho, L. A. Casulari, I. Ferrari: Proteus syndrome and somatic mosaicism of the chromosome 16. In: Panminerva medica. Band 45, Nr. 4, 2003, S. 267–271, PMID 15206168 (englisch, inist.fr).
11. ↑  I. Thiffault, C. E. Schwartz, V. Der Kaloustian, W. D. Foulkes: Mutation analysis of the tumor suppressor PTEN and the glypican 3 (GPC3) gene in patients diagnosed with Proteus syndrome. In: Am. J. Med. Genet. A. 130A, Nr. 2, Oktober 2004, S. 123–127, doi:10.1002/ajmg.a.30335, PMID 15372512.
12. ↑  K. Brockmann, R. Happle, F. Oeffner, A. König: Monozygotic twins discordant for Proteus syndrome. In: Am. J. Med. Genet. A. 146A, Nr. 16, August 2008, S. 2122–2125, doi:10.1002/ajmg.a.32417, PMID 18627057.
13. ↑  Marjorie J. Lindhurst, Julie C. Sapp, Jamie K. Teer, Jennifer J. Johnston, Erin M. Finn, Kathryn Peters, Joyce Turner, Jennifer L. Cannons, David Bick, Laurel Blakemore, Catherine Blumhorst, Knut Brockmann, Peter Calder, Natasha Cherman, Matthew A. Deardorff, David B. Everman, Gretchen Golas, Robert M. Greenstein, B. Maya Kato, Kim M. Keppler-Noreuil, Sergei A. Kuznetsov, Richard T. Miyamoto, Kurt Newman, David Ng, Kevin O’Brien, Steven Rothenberg, Douglas J. Schwartzentruber, Virender Singhal, Roberto Tirabosco, Joseph Upton, Shlomo Wientroub, Elaine H. Zackai, Kimberly Hoag, Tracey Whitewood-Neal, Pamela G. Robey, Pamela L. Schwartzberg, Thomas N. Darling, Laura L. Tosi, James C. Mullikin, Leslie G. Biesecker: A Mosaic Activating Mutation in AKT1 Associated with the Proteus Syndrome. In: New England Journal of Medicine. Band 0, Nr. 0, Juli 2011, doi:10.1056/NEJMoa1104017.
14. ↑  Catalyst: Noah’s Hope. abc.net.au, 14. August 2008, abgerufen am 29. Mai 2013.
15. ↑  D. J. Marsh, T. N. Trahair, J. L. Martin, W. Y. Chee, J. Walker, E. P. Kirk, R. C. Baxter, G. M. Marshall: Rapamycin treatment for a child with germline PTEN mutation. In: Nat. Clin. Pract. Oncol. 5. Jahrgang, 2008, S. 357–361, PMID 18431376 (englisch).